# Logis seigneurial de Viaulnay
Le Logis seigneurial de Viaulnay est un logis seigneurial, situé à 3 000 m à l'est du bourg de Loigné-sur-Mayenne.

## Désignation
- Vyaunay, 1561 (Tit. de Saint-Just).
- Vionnay, 1567.
- Viaunay, 1627 (Registre paroissial).
- Viaulnay, 1647 (Archives départementales de la Mayenne, 2.281).
- La maison seigneuriale de Viaunay, 1660.
- Viaunay, 1708 (Archives départementales de la Mayenne, B. 2.728).
- Viaunay, château, vigne au Nord (Jaillot).
- Vionnay, 1771 (Archives départementales de la Mayenne, B. 2.481).
- Le Vionet, manoir (Cassini).
- Le Viaulnay (État-Major).

## Histoire
Le Viaulnay était un fief mouvant de la Maroutière, dont relevaient ceux de Fontenailles et de Moriland, avec domaine comprenant en 1787 : Fontenailles, le Grand-Antheux, la Croix-Chopin, Orfeuille, un moulin à vent, pêcheries, étang, vignes, dîmes, cens et rentes. L'ancien manoir a été remplacé en 1575 par celui que l'on pouvait voir encore en 2014. L'enceinte des douves est encore visible.

## Chapelle
La chapelle est sous le vocable de Notre-Dame-de-Pitié. Elle fut construite probablement par François Mauguy qui la fonda, avant 1561, alors malade de la goutte pour implorer sa guérison.
D'autres legs pieux s'ajoutèrent au bénéfice primitif. La Pietà est d'un type réaliste. Le lambris est peint de dix-huit scènes doubles, sur deux rangs. La Pietà est de 1530 à 1550 ; les peintures sont postérieures.
Les peintures ont été reproduites par Henri Guedy, en 1895, et la reproduction en a été exposée à Paris. En 1904, elles sont exposées à Saint-Louis aux États-Unis.
La pietà est transférée au Foyers de charité de Tressaint, dans les Côtes-d'Armor, puis restituée en 2014. En 2023, deux restauratrices restaurent la Pietà.
Les lambris de la voûte ont été démontés en 1923 et déposés au Musée des Beaux-Arts de Laval. Ils sont transférés en janvier 1998 au dépôt départemental des objets d’art à Torcé-Viviers-en-Charnie. Environ 500 des lambris, parfaitement restaurés, ont été reposés dans la chapelle, en juillet 2014. La restauration de la chapelle n'a commencé qu'en 1989, par la réfection de la toiture.

## Liste des seigneurs
- Guillaume Gallois de la Roche 1451, 1457.
- Étienne Mauguy, écuyer, 1471.
- François Mauguy, vers 1510.
- Robert de la Saugère, seigneur de la Jonchère, marié avant 1573 à Jeanne Mauguy, veuve de Jean de Scépeaux, et qui épousa en secondes noces Claude Percault, laquelle à son tour convola vers 1585 avec N. d'Andigné de Grand-Fontaine.

### Famille de Quatrebarbes

Armes des Quatrebarbes : de sable à la bande d'argent accompagnée de 2 cotices de même.

- Lancelot de Quatrebarbes, acquéreur en 1606, meurt au logis, 1610.
- Zacharie de Quatrebarbes est en contestation pour un banc dans l'église, 1626.
- René de Quatrebarbes, 1626, † 1672. Charles, l'un de ses fils, fut curé de Loigné.
- Lancelot de Quatrebarbes, veuf de Marie-Louise de Savonnières, âgé de 50 ans, épouse en 1680 Françoise Malet, veuve d'Yves-Antoine du Puy, et meurt en 1696.
- Charles de Quatrebarbes, veuf de Madeleine Galisson, épouse le 20 mai 1710 Louise de Champagné, et est inhumé dans l'église de Loigné le 26 juin 1730. La même année, Charlotte-Louise, sa fille, âgée de 16e ans, épousa dans la chapelle René-Toussaint Le Jumeau, baron de Blou, lieutenant des maréchaux de France.

Le château fut délaissé. Toussaint-Henri Le Jumeau, qui demeurait à Château-Gontier, rue Dorée, vendit toute la tenue le 27 juillet 1787 pour 100.000 ₶ à M. de Charnacé. La propriété va rentrer dans la famille de Quatrebarbes.

#### Sources utilisées par l'Abbé Angot
- Notes manuscrites de Paul de Farcy
- Archives départementales de Maine-et-Loire, G. 3.705.